# Linda Machuca
Pour les articles homonymes, voir Machuca.
Linda Machuca, née le 1er avril 2001, est une lutteuse argentine.

## Carrière
Linda Machuca est médaillée d'argent dans la catégorie des moins de 73 kg aux Jeux olympiques de la jeunesse de 2018 à Buenos Aires.
En 2019, elle est médaillée de bronze dans la catégorie des moins de 72 kg aux Championnats panaméricains à Buenos Aires .